# 回答
| ウィキペディアには「回答」という見出しの百科事典記事はありません（タイトルに「回答」を含むページの一覧/「回答」で始まるページの一覧）。 代わりにウィクショナリーのページ「回答」が役に立つかもしれません。 |